# Neues Schloss (Grodno)

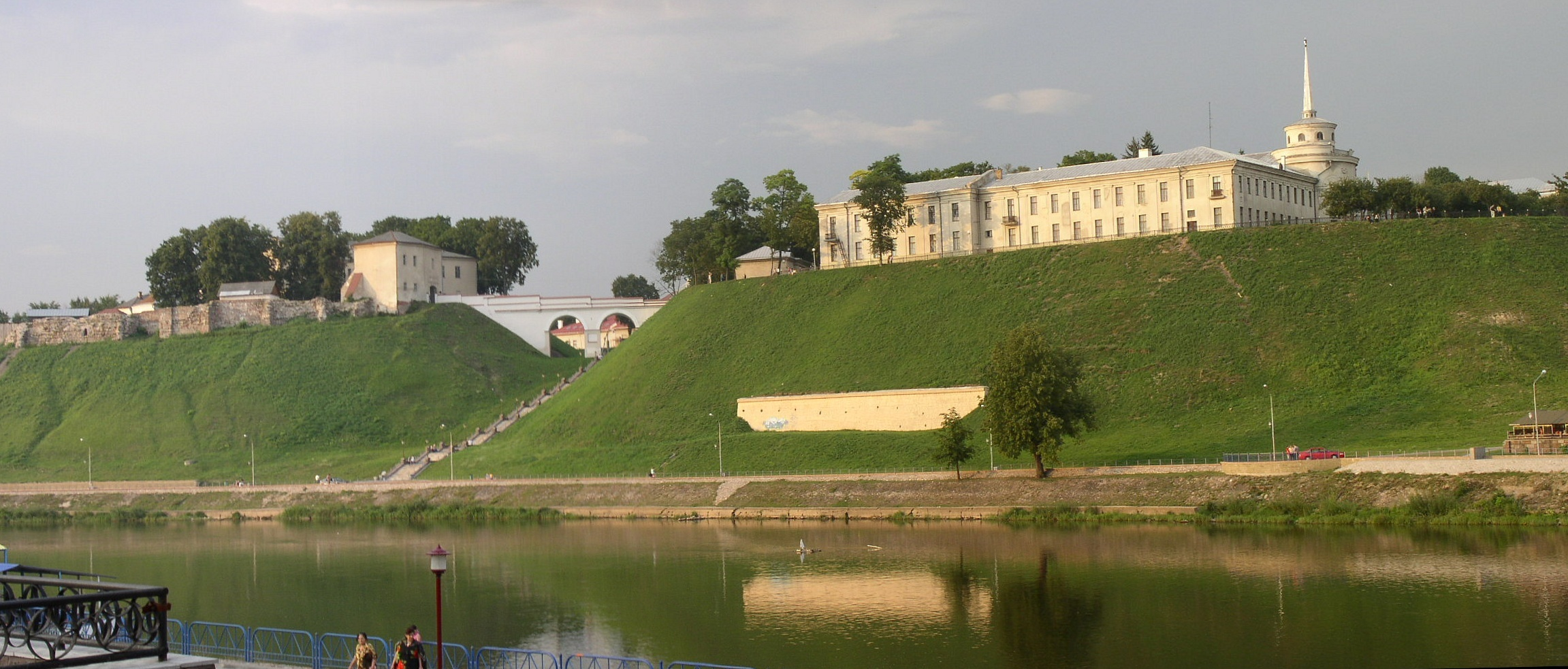
Das Alte und Neue Schloss von Grodno

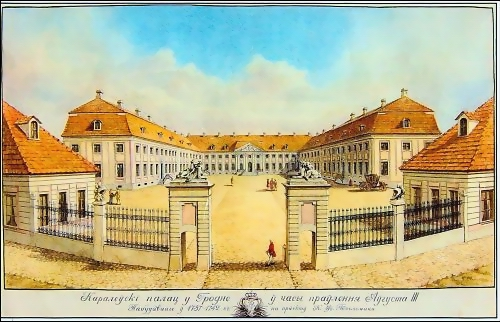
Das Neue Schloss von Grodno (1737–1742)

Das Neue Schloss zu Grodno, auch Königliches Palais zu Grodno genannt, (jetzt Hrodna, Belarus) wurde von 1737 bis 1742 auf Geheiß König Augusts III. als Tagungsort für den polnisch-litauischen Reichstag (Sejm) erbaut. Das Schloss war Schauplatz des sogenannten Sejm von Grodno, auf dem 1793 die Zweite Teilung Polens besiegelt wurde. Am 25. November 1795 erklärte hier der letzte König Stanislaus Poniatowski den Thronverzicht und ratifizierte die Dritte Teilung Polens, mit welcher das Königreich unterging. Der Schlossbau gilt als eines der bedeutendsten Zeugnisse der sächsischen Architektur im alten Polen-Litauen.

## Vorgeschichte
Seit 1673 trat der Sejm in jedem dritten Jahr in Grodno zusammen. Das Alte Schloss zu Grodno, unter Stephan Báthory errichtet, war durch Beschädigungen aus dem Großen Nordischen Krieg nicht mehr geeignet, den König und die Reichstagsangehörigen aufzunehmen. August der Starke hatte deshalb 1726 in einem Palais der Familie Sapieha am Grodnoer Marktplatz einen neuen Senatorensaal einrichten lassen, in welchem seitdem der Sejm tagte. Die Umbauten für den Senatorensaal im Palais Sapieha hatte Joachim Daniel von Jauch geleitet.

## Die barocke Schlossanlage
Das Neue Schloss oder Königliche Palais entstand zwischen 1737 und 1742 als barocke Dreiflügelanlage unter der Leitung von Carl Friedrich Pöppelmann südlich des Alten Schlosses am rechten Ufer der Memel, an der Stelle des Palais von Kronschatzmeister Ossoliński. Der Hauptflügel des Schlosses nahm zur rechten Seite die Gemächer des Königs, zur linken den Senatorensaal auf. Im linken Seitenflügel befanden sich der Landbotensaal, die Küche sowie weitere Diensträume. Im rechten, aus dem alten Palais Ossoliński hervorgegangenen Seitenflügel befanden sich neben weiteren Gemächern des Königs die Räume der Königin Maria Josepha sowie (im oberen Stockwerk) die Räume des sächsischen Premierministers Heinrich Graf von Brühl. Die offene Hofseite des Komplexes schloss mit zwei kleinen Gebäuden (Bäckerei, Wache) sowie einem Gitterzaun, in dessen Mitte die Einfahrt liegt. 1743/44 wurden von Pöppelmann auf der Ostseite des Schlosses neben dem linken Seitenflügel weitere Wirtschaftsgebäude und Unterkünfte für den Hof errichtet. 1752 wurde die Anlage um eine von Jauch und Johann Friedrich Knöbel ausgeführte Schlosskapelle an der äußeren, der Memel zugewandten Mittelachse des Hauptflügels ergänzt.

## Weitere Nutzungsgeschichte
Nach dem Tode Augusts III. (1763) ging das Neue Schloss in den Besitz der polnisch-litauischen Adelsrepublik über; das königliche Mobiliar erwarb sogleich der Bischof von Wilna. Die Reichstagssäle des Schlosses wurden weiterhin für die turnusmäßigen Versammlungen des Sejm in Grodno genutzt. Der Grodnoer Sejm von 1793 war die letzte Reichstagssitzung im Königreich Polen vor dem Untergang. Bei der Zerschlagung Polens 1795 fiel das Schloss zusammen mit der Stadt Grodno an Russland und kehrte nur für die Zeit von 1918 bis 1939 an die Republik Polen zurück.
Im 19. Jahrhundert diente das Schloss als russisches Militärlazarett. Es wurde dabei durch mehrere Umbauten stark verändert, wodurch die Anlage viel von ihrem barocken Erscheinungsbild einbüßte und kaum noch Palastcharakter trug. Bei den Bombenangriffen der Luftwaffe auf Grodno/Hrodna im Juni 1941 wurde das Neue Schloss schwer beschädigt. Nach dem Ende des Zweiten Weltkrieges wurde der Grundriss der Anlage wieder hergestellt, aber stark durch das stalinistische Art déco der Kommunistischen Partei überformt, die hier bis 1991 den Sitz ihres Bezirkskomitees hatte. Heute beherbergt es das Staatliche Historisch-Archäologische Museum, die Karskij-Bezirksbibliothek sowie weiterhin das ehemalige Parteiarchiv – heute Archiv der gesellschaftlichen Organisationen des Bezirkes Grodno.
Die einzigen Bestandteile der ursprünglichen Schlossanlage, die alle Kriege überstanden haben, sind zwei aus Sandstein getriebene Sphinxe über dem Eingang sowie die Skulptur eines Helms links davon.